# 魏增二
武仙座56，又名BD+25 3156，HD 152863、SAO 84692、HR 6292，是武仙座的一颗恒星，视星等为6.08，位于銀經46.27，銀緯36.01，其B1900.0坐标为赤經16h 50m 56.5s，赤緯+25° 36.01′ 30″。